# Bandol

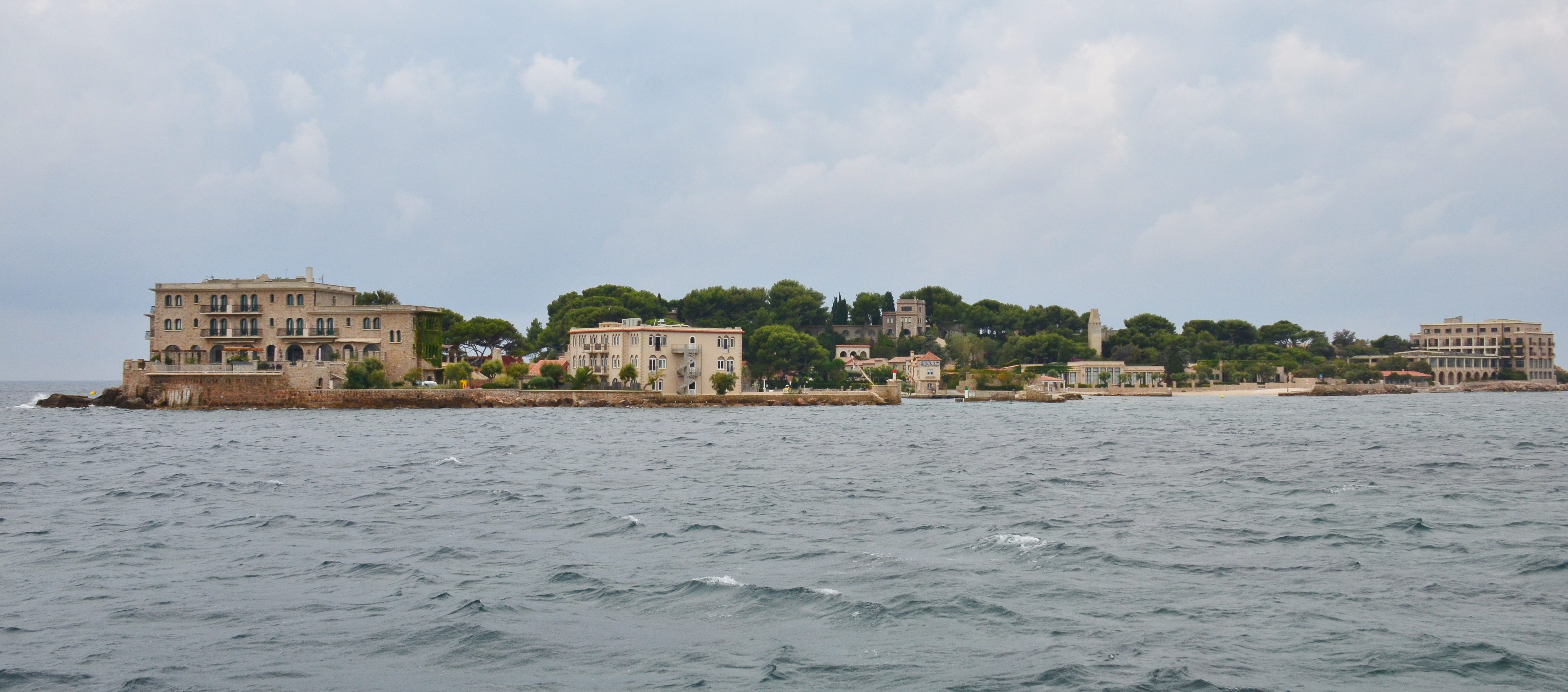
Île de Bendor vor Bandol

Bandol ist eine französische Gemeinde mit 8263 Einwohnern (Stand 1. Januar 2022) an der Mittelmeerküste (Côte d’Azur) im Département Var in der Region Provence-Alpes-Côte d’Azur. Bandol liegt zwischen Marseille (51 Kilometer entfernt) und Toulon (18 Kilometer) und ist ein Anbaugebiet für Wein.

## Weinbaugebiet Bandol
Das 1.419 Hektar große Weinbaugebiet Bandol hat seit dem 11. November 1941 den Status einer Appellation d’Origine Contrôlée (AOC). Die Weinberge der Gemeinden Bandol, Le Beausset, La Cadière-d’Azur, Le Castellet, Évenos, Ollioules, Sanary-sur-Mer und Saint-Cyr-sur-Mer sind innerhalb der AOC zugelassen. Die Lagen sind nach Süden ausgerichtet. Die jährliche Sonnenscheindauer beträgt etwa 3000 Stunden, die Niederschlagsmenge beträgt ungefähr 600 Millimeter pro Jahr. Es werden Weiß-, Rot- und Roséwein angebaut.
- Rotwein: Der Rotwein von Bandol besteht zu 50 bis 95 Prozent aus der Rebsorte Mourvèdre. Daneben sind noch die Sorten Grenache, Cinsault, Syrah und Carignan zugelassen. Der Anteil der beiden letzten Sorten beträgt zusammen höchstens 20 Prozent. Aufgrund des großen Anteils an Mourvèdre sind die Weine kräftig sowie reich an reifen Tanninen. Der Wein kann über 10 bis 20 Jahre gelagert werden. Beim Winzer verbringt der Rotwein mindestens 18 Monate im Eichenfass.
- Roséwein: Der Roséwein von Bandol besteht zu 10 (20 Prozent ab dem Jahr 2014) bis 95 Prozent aus der Rebsorte Mourvèdre. Daneben sind noch die roten Sorten Grenache, Cinsault sowie die weißen Sorten Bourboulenc, Clairette Blanche und Ugni Blanc zugelassen. Bei den weißen Sorten ist der Anteil einer jeden Sorte auf maximal 10 Prozent und die Summe aller weißen Sorten auf höchstens 20 Prozent festgelegt.
- Weißwein: Der Weißwein von Bandol besteht aus den Rebsorten Bourboulenc, Clairette Blanche und Ugni Blanc. Daneben sind noch in geringem Umfang die Sorten Marsanne blanche, Sauvignon Blanc, Sémillon und Vermentino (auch Rolle genannt) zugelassen.

## Verkehr
Bandol liegt verkehrsgünstig an der Autoroute A 50 Marseille–Toulon. Über einen Bahnhof an der Bahnlinie Marseille–Toulon verfügt der beliebte Ferienort ebenfalls. Die nächstgelegenen Flughäfen befinden sich in Marseille (76 Kilometer entfernt) und Nizza (158 Kilometer).

## Städtepartnerschaften
Bandol ist mit dem italienischen Nettuno, dem schweizerischen Onex im Kanton Genf sowie dem badischen Wehr partnerschaftlich verbunden.